# 硬件侦测
硬件侦测（Hardware Scout），亦称硬件侦测或硬件侦察，是指一种无需应用程序及操作系统干预，由硬件（处理器）来分发线程执行数据预取任务，从而加速程序执行的技术。